# Gaudenz Taverna
Gaudenz Taverna, né le 12 octobre 1814 à Coire et mort le 22 octobre 1878 à Soleure est un peintre, enseignant et caricaturiste suisse.

## Biographie
Gaudenz, né à Coire dans le canton des Grisons, est le fils de Maria Pfranger et de Gaudenz Taverna, aubergiste et prévôt de corporation. Après des études de peinture à l'Accademia di San Luca à Rome, puis à Munich, il revient en Suisse et épouse, en 1841, Christina Walther, de Tartar dans les Grisons. Dès 1847, il enseigne le dessin à l'école cantonale de Soleure et est cofondateur, en 1850, de la Solothurner Kunstvereins (Société des beaux-arts de Soleure).
Taverna expose ses peintures en 1864 et 1865 à la Turnusausstellungen des Schweizerischen Kunstvereins (exposition itinérante de la société suisse des artistes). Ses œuvres sont principalement conservées au  Kunstmuseum Solothurn et au Bündner Kunstmuseum de Coire.